# Sân bay quốc tế Raja Sansi
Sân bay quốc tế Raja Sansi (IATA: ATQ, ICAO: VIAR), cũng gọi là Sân bay quốc tế Guru Ram Das, đặt tên theo Guru Ram Das, người sáng lập Amritsar, tên khác là Sân bay quốc tế Amritsar, là một sân bay nằm về phía tây bắc 11 m của thành phố Amritsar, Ấn Độ. Sân bay này nằm gần làng Raja Sansi trên đường Amritsar-Ajnala. Sân bay này không những phục vụ thành phố Amritsar, mà còn cả khu vực đại Punjab, bao gồm thành phố Jalandhar.
Sân bay này hiện phục vụ khoảng 150 chuyến bay thương mại mỗi tuần.
Thành phố Amritsar từ lâu đã là thủ phủ văn hóa và du lịch của Punjab, do đó nhu cầu đi lại của khách gia tăng. Một nhà ga đến đã được khánh thành tháng 9 năm 2005, còn nhà ga đi đã được đưa vào vận hành từ tháng 3 năm 2006. Hiện sân bay này đang trải qua giai đoạn nâng cấp thứ nhì  với việc xây khu vực hàng hóa mới, nâng nhà ga hành khách lên gấp đôi đạt 41.000 mét vuông, thêm 4 ống lồng nối máy bay và nhà ga

## Các hãng hàng không và các tuyến điểm

### Nội địa
- Air India (Delhi, Mumbai(seasonal))
  - Indian (Delhi)
- Simplify Deccan (Delhi)
- Jet Airways (Chennai, Delhi)
- Kingfisher Airlines (Delhi)

### Quốc tế
- Air India (Birmingham, London-Heathrow, New York-JFK, Toronto-Pearson)
  - Air India Express (Dubai)
  - Indian (Sharjah)
- Air Slovakia (Bratislava)
- Etihad (Abu Dhabi) planned
- Jet Airways (London-Heathrow)
- Singapore Airlines (Singapore)
- Turkmenistan Airlines (Ashgabat)
- Uzbekistan Airways (Tashkent)

## Các hãng đã từng hoạt động
- Ariana Afghan Airlines (Kabul)
- Transaero (Moscow-Domodedovo)

## Các hãng có thể sẽ kết nối với sân bay này
- Aeroflot - (Moscow-Sheremetyevo) [2]
- Air Asia X - (Kuala Lumpur)[3]
- Air India - (San Francisco & Vancouver) [4]
- Austrian Airlines - (Vienna) [5]
- British Airways - (London Heathrow)[6]
- Egypt Air- (Cairo)
- Emirates Airline (Dubai)
- Etihad (Abu Dhabi) [7]
- Jagson Airlines (Delhi)
- Jet Airways (Brussels with onward connections to North America & Europe) [8]
- Lufthansa - (Frankfurt) [9]
- Thai Airways International - (Bangkok-Suvarnabhumi)[10]